# DnaH
DnaH је ген који учествује у ДНК репликацији.